# Nassauische Sparkasse

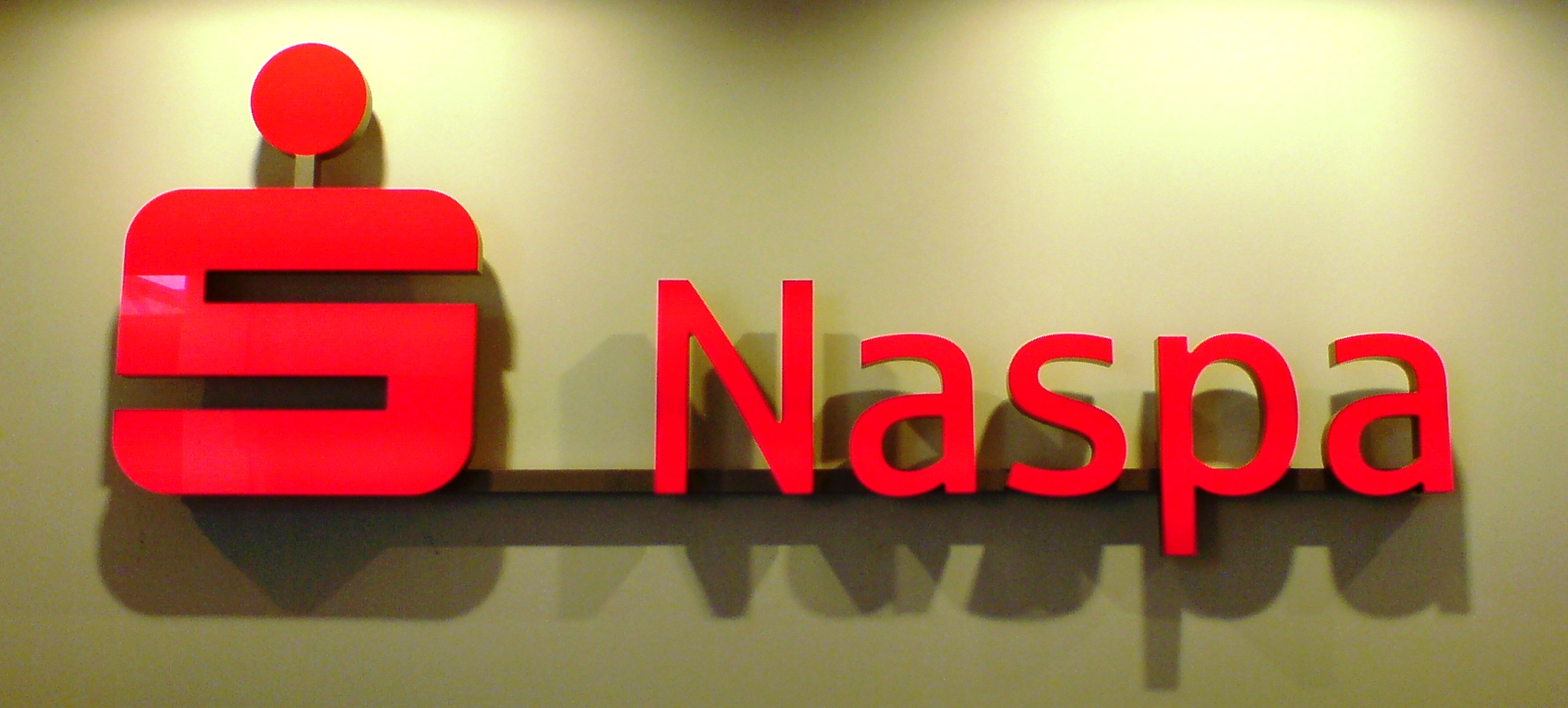
Logo der Naspa seit 2015

Die Nassauische Sparkasse, kurz Naspa, mit Sitz in der hessischen Landeshauptstadt Wiesbaden ist eine Sparkasse in Deutschland. Ihr Geschäftsgebiet erstreckt sich über mehrere kommunale Gebietskörperschaften auf dem Gebiet des ehemaligen Herzogtums Nassau. Hierzu zählen in Hessen die Landkreise Hochtaunus, Main-Taunus und Rheingau-Taunus, das Gebiet des Altkreises Limburg im Landkreis Limburg-Weilburg, die kreisfreien Städte Frankfurt am Main und Wiesbaden sowie in Rheinland-Pfalz die Landkreise Rhein-Lahn und Westerwald. Damit steht die Naspa teilweise in Konkurrenz zu weiteren Stadt- oder Kreissparkassen, wie z. B. der Taunus Sparkasse, der Sparkasse Westerwald-Sieg, der Frankfurter Sparkasse und der Kreissparkasse Limburg.
Anlässlich ihres 175. Jubiläums am 22. Januar 2015 änderte die Nassauische Sparkasse ihren Markenauftritt. Sie wechselte von den traditionellen nassauischen Hausfarben Blau-Orange zum „Sparkassen-Rot“ und passte das Aussehen des Logos der Filialen und der Girocards entsprechend an.
Die Nassauische Sparkasse wies im Geschäftsjahr 2023 eine Bilanzsumme von 14,865 Mrd. Euro aus und verfügte über Kundeneinlagen von 11,849 Mrd. Euro. Gemäß der Sparkassenrangliste 2023 liegt sie nach Bilanzsumme auf Rang 11. Sie unterhält 101 Filialen/Selbstbedienungsstandorte und beschäftigt 1.591 Mitarbeiter.

## Organisationsstruktur
Die Bank ist eine Anstalt des öffentlichen Rechts. Der Träger des Geldinstituts ist seit 1989 der Sparkassenzweckverband Nassau, der sich aus den Gebietskörperschaften zusammensetzt, die im Geschäftsgebiet ansässig sind (das sind die oben genannten sechs Landkreise und die Großstädte Frankfurt am Main und Wiesbaden). Rechtsgrundlagen sind das Hessische Sparkassengesetz und die durch den Verwaltungsrat der Sparkasse erlassene Satzung. Organe der Sparkasse sind der Vorstand und der Verwaltungsrat. Die Nassauische Sparkasse betreibt als Sparkasse das Universalbankgeschäft.

## Geschichte

Logo bis zum 21. Januar 2015

Die Bank ist die Rechtsnachfolgerin der Landes-Credit-Casse Nassau. Deren Gründung erfolgte am 22. Januar 1840 durch den Nassauischen Herzog Adolph. Die Farben des verbundenen Adelshauses waren bis Anfang 2015 auch die Sparkassenfarben: Orange und Blau. Zur Errichtung der Landes-Credit-Casse kam es aufgrund des Fehlens eines Bankinstituts im Herzogtum Nassau und der Zehntablösungsfrage. Das Institut hatte folgende Aufgaben:
- Finanzierung und Abwicklung der Zehntablösung in Nassau
- Verwaltung von Staatsgeldern
- Annahme von Depositen- und Spargeldern
- Gewährung von Hypotheken und Krediten im Rahmen der vorhandenen Mittel.

Hinzu kam die Befugnis, Banknoten, sogenannte Landes-Credit-Casse-Scheine, auszugeben, wodurch auch im Herzogtum Nassau erstmals Papiergeld an die Stelle der Silbermünzen trat.
Im Jahr 1869 wurde die Bank in die Nassauische Landesbank und die Nassauische Sparkasse aufgespalten.
Durch Preußisches Gesetz vom 26. März 1886 wurde der Geschäftsbereich der Nassauischen Sparkasse mit Wirkung vom 1. April 1886 auf den Regierungsbezirk Wiesbaden in dem sich aus der Preußischen Kreisordnung für die Provinz Hessen-Nassau vom 7. Juni 1885 ergebenden Umfang erstreckt.
Ende 1960 übertrug die Nassauische Sparkasse ihre Niederlassungen in den Kreisen Biedenkopf, Oberlahn, Dill, Wetzlar und Gießen an die örtlichen Kreis- und Bezirkssparkassen. Das Geschäftsgebiet der Nassauischen Sparkasse blieb unverändert.
Marcus Nähser ist seit dem 1. Mai 2023 Mitglied des Vorstandes und löste am 1. Juni 2023 Günter Högner als Vorstandsvorsitzenden ab.

### Naspa Dublin
Bis Mitte 2012 verfügte die Naspa über eine eigene Tochtergesellschaft in Irland. Die Naspa Dublin war innerhalb der Sparkasse für das Kapitalmarktgeschäft zuständig. Da die Eigenkapitalquote des Naspa stetig weniger wurde, gab der Sparkassen- und Giroverband Hessen-Thüringen im April 2012 bekannt, dass der Verband die Naspa Dublin plc für 250 Millionen Euro übernimmt. Der Verband beauftragte nach der Übernahme die Landesbank Hessen-Thüringen mit der Abwicklung der Naspa Dublin. Durch den Verkauf stieg die zumeist sehr niedrige Eigenkapitalquote der Naspa von 7,3 auf 10 Prozent. Das Portfolio hatte bei Übernahme einen Wert von 4,2 Milliarden Euro. Im Rahmen der Abwicklung beendete die Naspa Dublin 2013 ihr operatives Geschäft und gab ihre Banklizenz zurück.

## Sparkassen-Finanzgruppe
Die Nassauische Sparkasse ist Teil der Sparkassen-Finanzgruppe und gehört damit auch ihrem Haftungsverbund an. Er sichert den Bestand der Institute und sorgt dafür, dass sie auch im Fall der Insolvenz einzelner Sparkassen alle Verbindlichkeiten erfüllen können. Die Sparkasse vermittelt Bausparverträge der regionalen Landesbausparkasse, offene Investmentfonds der Deka und Versicherungen der SV SparkassenVersicherung. Im Bereich des Leasing arbeitet die Nassauische Sparkasse mit der  Deutschen Leasing zusammen. Die Funktion der Sparkassenzentralbank nimmt die Landesbank Hessen-Thüringen wahr.

## Beteiligungen
Die Sparkasse ist Mehrheitsgesellschafterin (70 %) der S-Servicepartner Rhein-Main GmbH.

## Gebäude

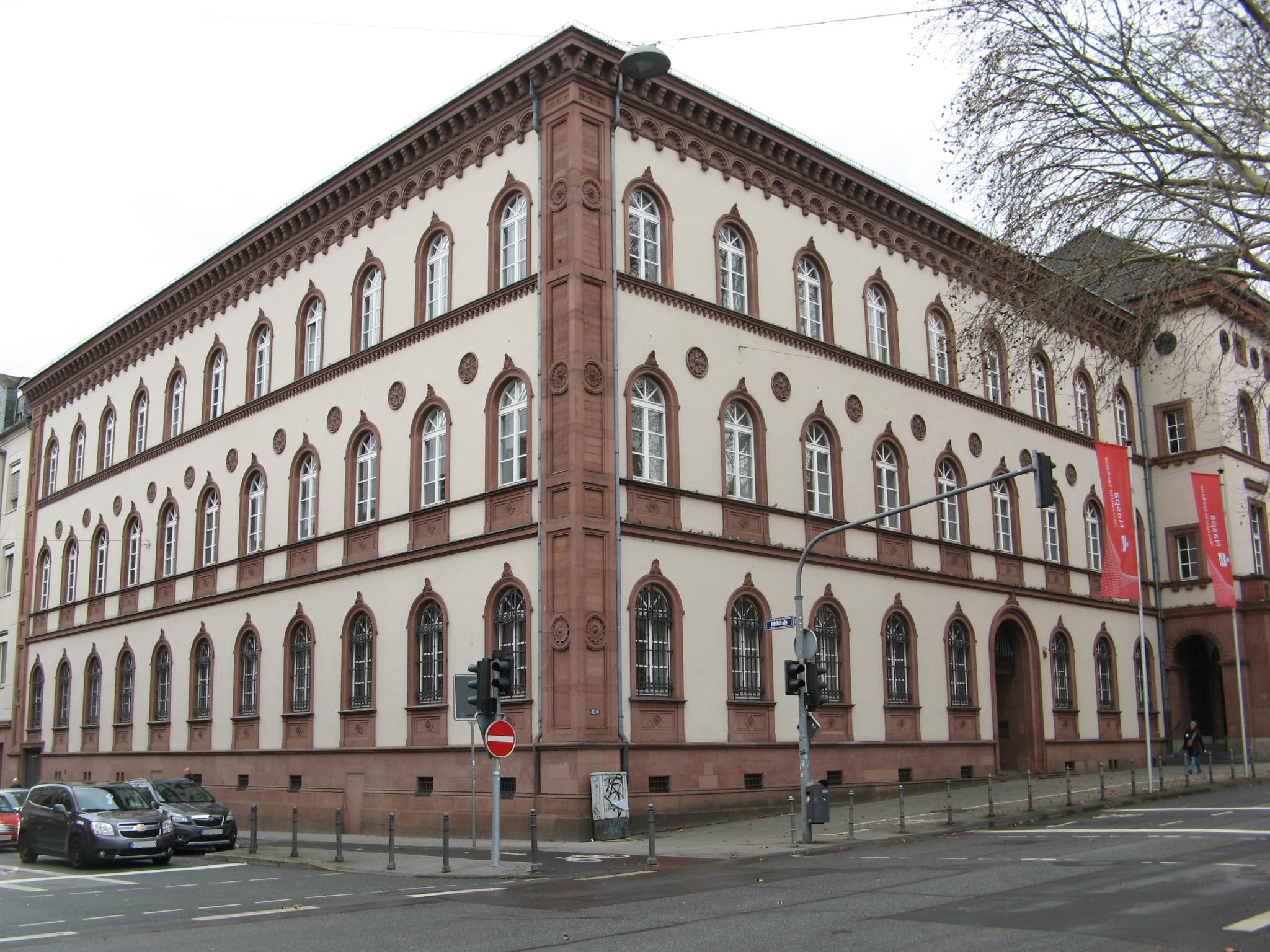
Ostflügel des Hauptsitzes der Nassauischen Sparkasse

Der Hauptsitz der Sparkasse liegt in der Rheinstraße 42–46. Der älteste Teil ist der Ostflügel, der in den Jahren zwischen 1860 und 1863 von dem Wiesbadener Architekten und Hofbaumeister Richard Görz errichtet wurde. Dieser Gebäudeteil zählt nach Ansicht des Landeskonservators Gottfried Kiesow „zu den wichtigsten Zeugnissen des Romantischen Historismus in Wiesbaden“. Der Mittelteil wurde als Erweiterung von dem Architekten Carl Moritz zwischen 1914 und 1916 im Neo-Renaissance-Stil erbaut. Der Westflügel wurde 1982 an der Stelle hierfür abgerissener Einzelgebäude ohne baugeschichtlichem Wert errichtet.